# Haftara
Haftara (hebr. "afslutning") er betegnelse for det stykke af Profeterne, som oplæses ved synagogegudstjenesten efter Toraen. Oplæsning af Haftara finder kun sted ved hovedgudstjenester på sabbater, fest- og fastedage. Ved Profeterne er der ikke lectio continua, sammenhængende læsning. Haftara læses ligesom Toraen af et medlem af menigheden, fx som i Luk 4,17.